# 埃兰库尔
埃兰库尔（法語：Élincourt，法語發音：[elɛ̃kuʁ]）是法国上法兰西大区北部省的一个市镇，位于该省东南部，属于康布雷区。

## 地理
埃兰库尔（50°2'40"N, 3°22'18"E）面积8.41 平方千米，位于法国上法蘭西大區北部省，该省份为法国最北部的省份及最长的省份，西北濒北海，西接加来海峡省，南至埃纳省和索姆省，东与比利时接壤。
与埃兰库尔接壤的市镇（或旧市镇、城区）包括：普雷蒙、瑟兰、瓦兰库尔-塞尔维尼、克拉里、德埃里、马兰库尔、马雷兹。

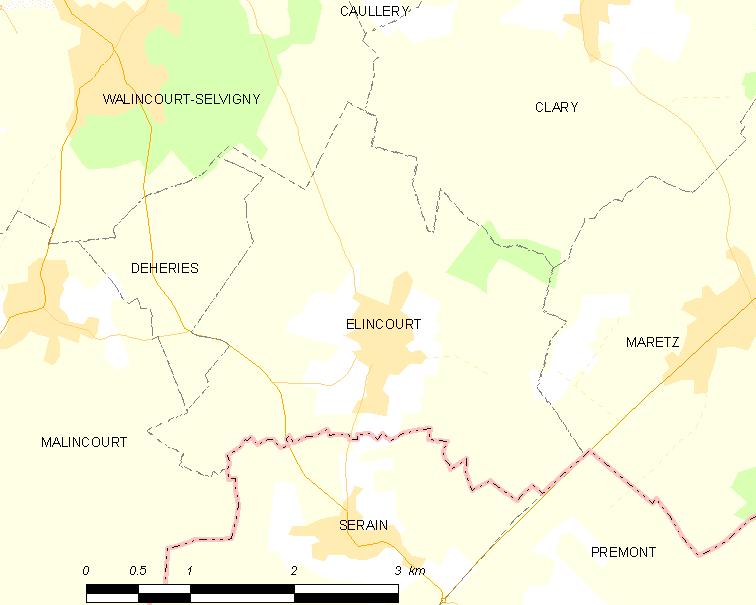
埃兰库尔的OSM定位图

埃兰库尔的时区为UTC+01:00、UTC+02:00（夏令时）。

## 行政
埃兰库尔的邮政编码为59127，INSEE市镇编码为59191。

## 政治
埃兰库尔所属的省级选区为勒卡托康布雷西县。

## 人口

1962-2008年间埃兰库尔人口变化图示

埃兰库尔于2022年1月1日时的人口数量为618人。